# 기후 변화와 농업
기후 변화와 농업은 서로 많은 관련이 있다. 현재의 추세에 따르면, 2030년 남아프리카의 옥수수 생산은 30% 감소하며 남아시아의 쌀, 기장 및 옥수수 생산량은 10% 감소할 것이다. 2080년에는 개발도상국의 수확량은 평균적으로 10-25% 감소할 것이며 특히 인도는 30-40% 감소할 수 있다. 2100년에는 3억명 이상이 토양 수분 및 물 부족, 온도 상승, 열대 지역의 확장으로 인해 세계적으로 쌀과 옥수수 수확량이 20-40% 감소되어 기아를 겪게 될 것이라고 경고했다.
미래에 온난화가 약 3°C까지 상승할 경우(1990-2000년 기준으로 2100년 예상) 중위도 및 고위도 지역에서 아마도 수확량이 증가될 수 있으나 저위도 지역에서는 매우 심각한 농업 생산량 감소를 불러일으킬 것이다. 3°C 이상 온도가 상승할 경우, 중위도 지역에서도 수확량이 감소하면서 전 세계의 식량 부족 현상을 일으킬 것이다.

## 같이 보기
- 기후변화의 영향